# Jocivalter
Jocivalter Liberato dit Jocivalter (né le 6 mai 1979 à Foz do Iguaçu) est un footballeur brésilien évoluant au poste de milieu de terrain.